# Pintassilgo-de-cabeça-preta
O pintassilgo-de-cabeça-preta (Spinus magellanicus) é uma espécie de ave da família Fringillidae.

## Descrição
O pintassilgo de cabeça preta tem um comprimento de 10 a 14 cm, dependendo da subespécie. O macho apresenta um capuz negro e o peito, o ventre e uma banda em redor do pescoço amarelos. O dorso é verde-amarelado, as asas são pretas com uma banda amarela e a cauda é também preta com penas amarelas. As patas são escuras e o bico é claro, ambos acinzentados. As fêmeas e os juvenis são parecidos com os machos mas com cores mais baças, com mais verde-oliva e sem o capuz negro.

## Distribuição
Distribui-se por quase toda a América do Sul. Está presente em 12 países, não se encontrando apenas na Guiana Francesa e no Surinam.

## Taxonomia

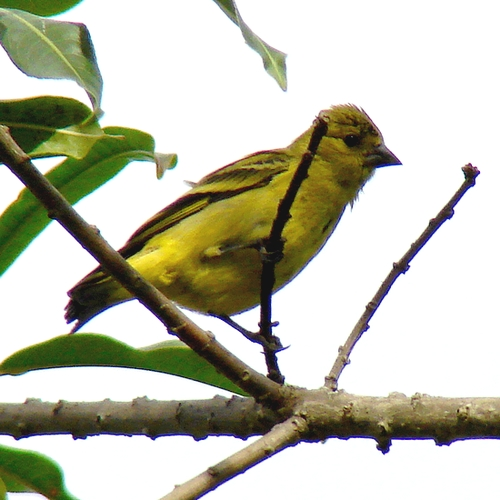
Fêmea, Brasil

Nome original Fringilla magellanica, descoberto por Vieillot, em 1805, no extremo sul da América, nas vizinhanças do Estreito de Magalhães e daí o nome.
Recentemente esteve incluido no género spinus e foi proposto incluí-lo no sporagra.
É parente próximo do Pintassilgo-verde (Spinus olivaceus), com o qual se cruza no nordeste do Peru. Hibridiza também com o Pintassilgo-de-uropígio-amarelo (Spinus uropygialis). A subespécie S. m. boliviana é provavelmente um híbrido.
As subespécies diferenciam-se pelo tamanho, entre 10 e 14 cm, pelas asas mais ou menos marcadas, pela amplitude do capuz e pela cor verde amarelado, com mais verde ou mais amarelo.

### Subespécies e sua distribuição
Consideram-se 12 subespécies:
- S. m. capitalis ( Jean Cabanis, 1866) – sudoeste da Colômbia, oeste do Equador e noroeste do Peru (La Libertad).
- S. m. paulus (Todd, 1926) – sul do Equador (Milagros) e sudoeste do Peru (Arequipa).
- S. m. peruanus (Berlepsch & Stolzmann, 1896) - Peru central.
- S. m. urubambensis  ( Todd, 1926) – sul do Peru e norte do Chile.
- S. m. santaecrucis ( Todd, 1926) – Bolívia central
- S. m. bolivianus ( Sharpe, 1888) – sul da Bolívia.
- S. m. hoyi  (C. König, 1981) – noroeste da Argentina (Jujuy).
- S. m. tucumanus ( Todd, 1926) – norte da Argentina (Jujuy, Salta, Catamarca, La Rioja, Mendoza).
- S. m. alleni (Ridgway, 1899) – sudeste da Bolívia, Paraguai e nordeste da Argentina.
- S. m. ictericus (Martin Lichtenstein, 1823) – este e sudeste do Brasil e este e sul do Paraguai.
- S. m. magellanicus (Vieillot, 1805) – Uruguai e este da Argentina.
- S. m. longirostris (Sharpe, 1888) – sudoeste e sudeste da Venezuela, oeste da Guiana e norte do Brasil (Roraima).

## Habitat
Com uma zona de distribuição tão extensa e diversificada, o habitat é também muito variável, compreendendo regiões de montanha, regiões tropicais, subtropicais e temperadas. É frequente ver os pintassilgos-de-cabeça-preta em bandos de 20, 50 ou mais pássaros nos bosques de coníferas, mas também os encontramos em campos abertos, campos cultivados, orlas de matas.
Fazem também parte do seu habitat bosques pantanosos, bosques de araucárias, bosques e prados de montanha, plantações de café, pomares, jardins de áreas habitacionais, quintas, matagais, costas marítimas.

## Alimentação
O pintassilgo de cabeça preta alimenta-se principalmente de sementes em especial as de cardo . Alimenta-se no solo, em arbustos ou nas árvores, consumindo sementes, bagas, frutos, rebentos e folhas (como a alface, lactuca sativa). Gosta também das sementes verdes de picão (Bidens pilosa) e de Assa-peixe (Vernonia polysphera).
Segundo fotos de Ottaviani (2011), também se alimenta de frutos de rábano silvestre (Raphanus raphanistrum), uma brassicácea; de sementes de salvia elegante (Salvia elegans), uma lamiaceae; de estames de margarida (Bellis perennis), uma asterácea; de flores de Ledenbergia (Ledenbergia seguieroides), uma Phytolaccaceae ; e de frutos de fuchsia (Fuchsia magellanica ), uma Onagraceae .

## Nidificação

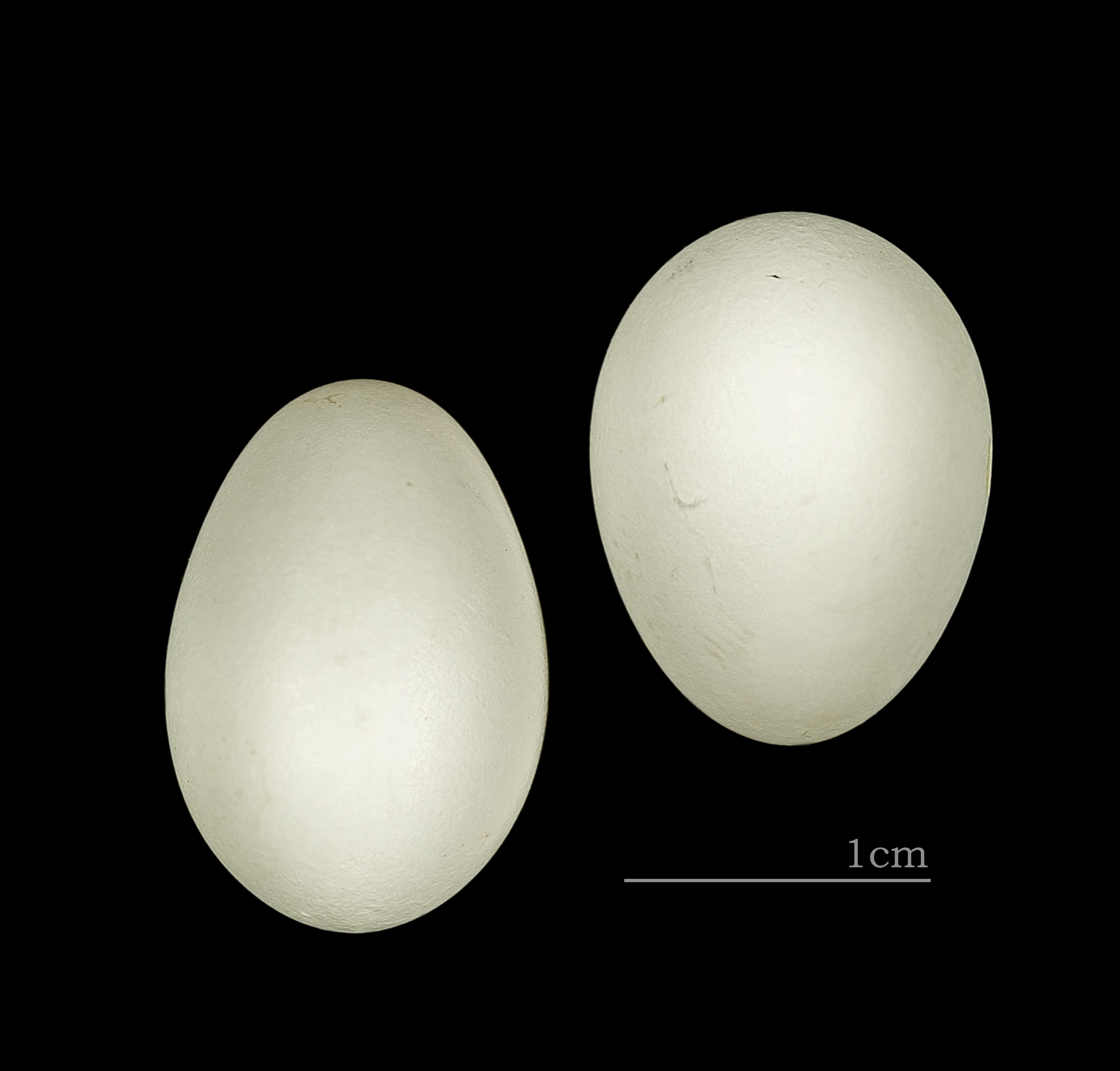
Carduelis magellanica MHNT

O ninho, em forma de taça, é construído apenas pela fêmea, num ramo alto, com fibras vegetais, caules, raminhos e forrado com pêlos e lã. A fêmea põe 2 ou 3 ovos brancos, com ou sem pintas castanhas, que incuba durante 12 a 13 dias. Depois de eclodirem as crias são alimentadas pela mãe nos primeiros dias, mas logo de seguida o macho também colabora. Os juvenis deixam o ninho ao fim de 2 semanas, mas ficam com os pais mais alguns dias.

## Filogenia
Foi obtida por Antonio Arnaiz-Villena et al..